# Black Rebel Motorcycle Club
Black Rebel Motorcycle Club (zkráceně BRMC) je americká kapela ze San Francisca. Kapela v současné době hraje ve složení: Peter Hayes (zpěv, kytara, harmonika), Robert Levon Been (zpěv, basa, kytara) a Leah Shapiro (bicí). Bývalý bubeník Nick Jago opustil kapelu v roce 2008 a věnuje se svému sólovému projektu.
BRMC vydali sedm studiových alb: B.R.M.C (2001), Take Them On, On Your Own (2003), Howl (2005), Baby 81 (2007), The Effects of 333 (2008), Beat the Devil's Tattoo (2010) a Specter at the Feast (2013). Kapela vydala také několik EP desek a živých nahrávek.
Mezi hudebníky, kteří BRMC ovlivnili, patří kapely: The Brian Jonestown Massacre, The Verve, The Rolling Stones, T. Rex, The Velvet Underground, The Call, Love and Rockets, Daniel Ash a The Jesus and Mary Chain.

## Historie

### Založení kapely a první roky (1998–2003)
Kapela byla založena v roce 1998 pod názvem The Elements. Po zjištění, že stejný název používá již jiná kapela, se kapela přejmenovala na Black Rebel Motorcycle Club. Inspirací k názvu byl film z roku 1953 The Wild One.
Basista Robert Levon Been a kytarista Peter Hayes se potkali na škole ve městě Lafayette (San Francisský záliv, Kalifornie), kde založili svou kapelu, krátce po tom co Hayes odešel od The Brian Jonestown Massacre. Robert Been v jednom interview prozradil, že Peter Hayes měl v té době problémy se svým rodinným životem, takže parkoval a přespával ve svém autě na pozemku Beenů. Po zhruba roce se nechal Peter Robertem a jeho otcem přemluvit a nastěhoval se k nim do domu. Po nějaké době se začali poohlížet po bubeníkovi. Potkali Nicka Jaga, který se přestěhoval z Anglie do Kalifornie za svými rodiči po ukončení studií na Winchester School of Art, kde studoval výtvarné umění.
První dvě alba byla ovlivněna zvukem klasických hardrockových kapel, zejména Led Zeppelin, na albech jsou patrné také další vlivy žánrů – psychedelic rock, space rock a noise pop a kapel jako The Verve, Loop, Sonic Youth, Dinosaur JR, a The Jesus and Mary Chain. Jejich druhé album Take Them On, On Your Own, produkované Rikem Sipomsonem(Coldplay/Kasabian), obsahuje několik písní jako např. „Generation“ a „US Government“, ve kterých kritizují vládu USA.
Been používal na prvních dvou albech pseudonym 'Robert Turner', aby nebyl spojován se svým otcem Michaelem Beenem z kapely The Call. Ke svému původnímu jménu se vrátil v době vydání alba Howl. Beenův otec později cestoval s BRMC jako zvukař.
V roce 2003 musel být přerušen koncert kapely v anglickém Leedsu během něhož hrozilo poškození podlahy ve 150 let staré radnici. Proto jsou občas BRMC zmiňováni jako „kapela, která prolomila podlahu“.

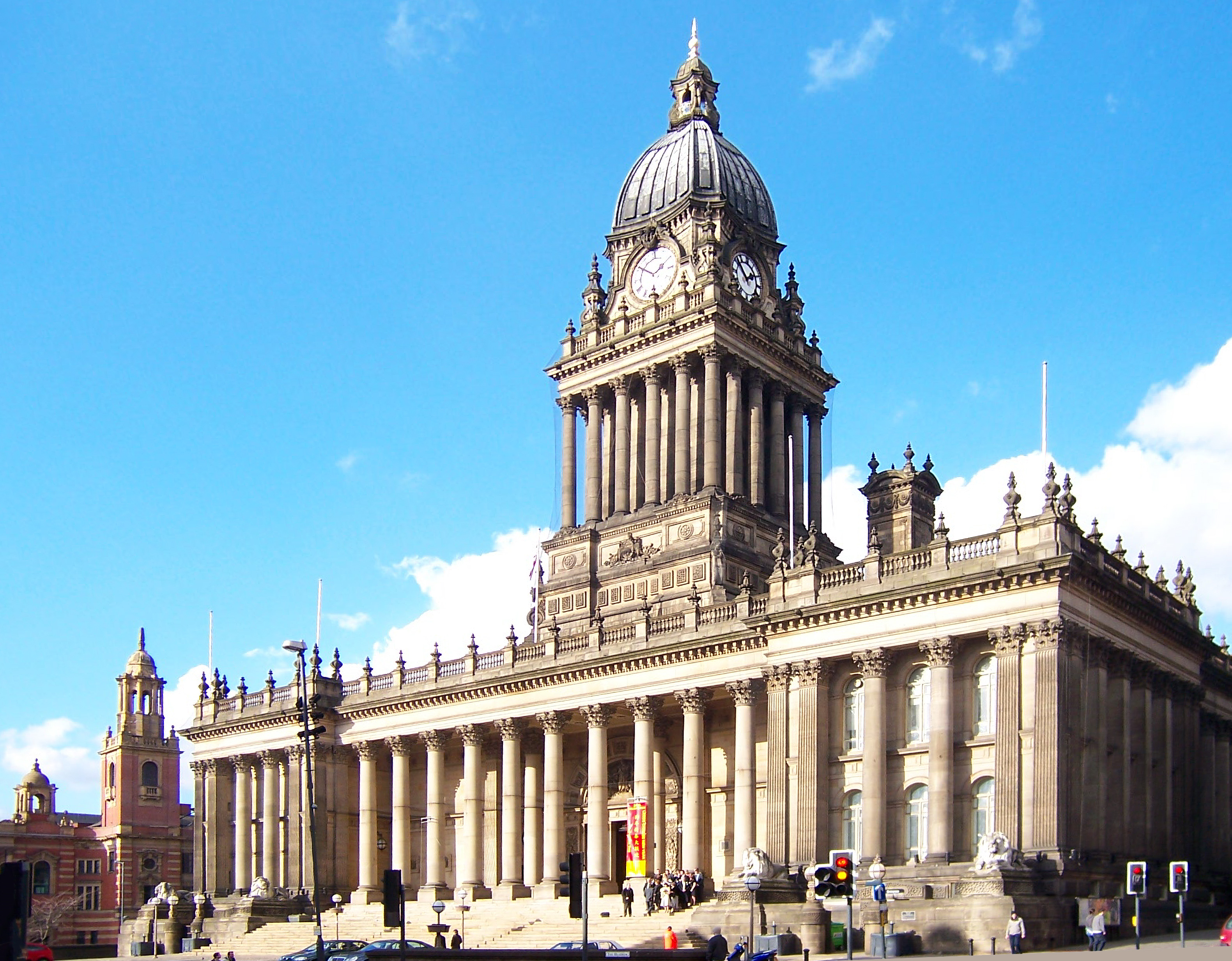
Leeds Town Hall, místo, kde Black Rebel Motorcycle Club 'prolomili podlahu'

První problémy s bubeníkem Nickem Jagem se dostaly na veřejnost během přebírání ocenění NME Awards v roce 2003. Jago během devítiminutového pobytu na pódiu zůstal němý.

### Howlobdobí (2004–2006)
V roce 2004, po konfliktech kapely s vydavatelem, byli BRMC vyhozeni z Virgin Records. Během koncertu ve Skotsku dochází také k další roztržce mezi bubeníkem Jagem a kytaristou Hayesem. Jago se neúčastní nahrávání alba Howl, ke kapele se připojil pouze během nahrávání písně „Promise“. Jago se ve stejné době léčí ze závislosti na drogách.
V roce 2005 kapela podepisuje smlouvu s vydavatelstvím Echo ve Velké Británii a RCA v USA. Album Howl obdrželo většinou příznivou kritiku. Zvuk alba se odklání od raných nahrávek B.R.M.C., objevují se na něm folk-bluesové písně a písně s klasickým rockovým zvukem. Pro turné k albu Howl byl najat dočasně čtvrtý člen kapely, kytarista Spike Keating.

### Baby 81aThe Effects of 333(2007–2009)
V roce 2007 se Nick Jago znovu připojil k B.R.M.C. Čtvrté album s názvem Baby 81 vyšlo 30. dubna 2007 ve Velké Británii a Evropě a 1. května 2007 v USA.
V červnu 2008 Jago znovu odchází z BRMC a je nahrazen bubenicí Leah Shapiro, která před tím koncertovala s The Raveonettes. Jago ke svému odchodu poznamenal: „Beru to tak, že jsem byl znovu vyhozen a abych byl upřimný, respektuji jejich rozhodnutí“. Hayes a Been však k odchodu poznamenali: „Nick s náma nepojede na nadcházející evropské turné, ale není pravda, že jsme ho vyhodili. Myslíme si jen, že potřebuje čas na to, aby si vyřešil, co chce v současné době dělat. Věnuje se naplno svému sólovému projektu a potřebuje čas na to, aby práci na něm mohl dokončit“. Jago se však k BRMC již nepřipojil.
V říjnu roku 2008 BRMC oznámili, že vychází nové album The Effects of 333. Jedná se o první nahrávku, která vyšla pod jejich vlastním vydavatelstvím Abstract Dragon. Album je kompletně instrumentální a bylo možné jej stáhnout na stránkách BRMC. Ke stažení se objevilo přesně v čase 3:33 1. listopadu 2008.
10. listopadu 2009 BRMC vydávají záznam z koncertů, které byly pořízeny během turné k albu Baby 81. Nahrávky byly pořízeny v Glasgow, Berlíně a Dublinu. Album vyšlo u Vagrant Records.

### Beat the Devil's Tattoo (2010–2011)
Píseň z alba Beat the Devil's Tattoo „Done All Wrong“ se objevila na soundtracku k filmu Nový měsíc z roku 2009.
Šesté studiové album Beat the Devil´s Tattoo vyšlo 8. března 2010 ve Velké Británii a Evropě a 9. března 2010 v Severní Americe. Kapela odehrála turné, které probíhalo od února do prosince.
19. srpna 2010 po vystoupení na belgickém festivalu Pukkelpop zemřel v backstagi na infarkt Robertův otec Michael Been, který pracoval pro kapelu jako zvukař.
1. listopadu 2010 kapela vydává své druhé DVD s názvem Live in London. Záběry byly pořízeny během vyprodaného vystoupení v London Forum, které proběhlo 23. dubna 2010. Byl to také poslední projekt, na kterém pracoval zesnulý Michael Been.
V roce 2011 BRMC začali pracovat na svém sedmém albu, které vyšlo roku 2013. Během nahrávání si kapela poprvé zahrála v Jižní Africe na Synergy festivalu v Kapském Městě a v Číně, kde odehrála tři vystoupení: dvě Pekingu a jedno v Šanghaji.
V prosinci 2012 odehráli BRMC tři koncerty na podporu připravovaného nového alba. Koncerty proběhly v malých klubech v Kalifornii: Slim´s v San Franciscu, The Catalyst v Santa Cruz a los angelesský The Troubador. Všechny tři show byly vyprodány, v repertoáru se objevily jak klasické hity BRMC, tak i některé písně z chystané desky. Zajímavostí bylo, že na vystoupení přijeli fanoušci až z Číny, aby mohli zhlédnout vystoupení BRMC po dlouhé zdánlivé nečinnosti.
Po úspěchu těchto vystoupení ohlásila kapela další koncerty, které proběhly po Evropě se zastávkami ve Velké Británii, Německu, Itálii a mnoha dalších zemích EU.

### Specter at the Feast (2013)
9. ledna 2013 kapela oznámila na svému facebookovém profilu název jejich sedmého studiového alba Specter at the Feast, které vyšlo 18. března ve Velké Británii a Evropě a 19. března v USA, Kanadě a zbytku světa. Album obdrželo převážně kladnou kritiku.
Skladba „Let the Day Begin“ (cover písně kapely The Call) byla vydána jako singl – volně ke stažení na oficiálních stránkách kapely. Píseň kapela natočila, aby vzdala poctu zesnulému Michaelu Beenovi, který pro kapelu pracoval jako zvukař. Michael Been kapelu The Call založil a často svými zkušenostmi přispíval a pomáhal BRMC v jejich hudebním rozvoji.
V roce 2015 vydávají BRMC další živý audio záznam a DVD pořízené v Paříži během turné k albu Specter at the Feast.

## Členové
současní členové
- Peter Hayes – zpěvy, kytara, basa, harmonika, synthesizer (1998–současnost)
- Robert Levon Been aka. Robert Turner – zpěvy, basa, kytara, piano (1998–současnost)
- Leah Shapiro – bicí, perkuse, doprovodný zpěv (2008–současnost)

bývalí členové
- Nick Jago – bicí, perkuse (1998–2004, 2005–2008)

koncertní muzikanti
- Peter Salisbury – bicí, perkuse (2002)
- Michael „Spike“ Keating – basa, kytara (účastní se tour k albu Howl, 2005–2007)

## Diskografie
- B.R.M.C. (2001)
- Take Them On, On Your Own (2003)
- Howl (2005)
- Baby 81 (2007)
- The Effects of 333 (download only) (2008)
- Beat the Devil's Tattoo (2010)
- Specter at the Feast (2013)
- Wrong Creatures (2018)